# Le Prix du danger (recueil de nouvelles)
Pour les articles homonymes, voir Le Prix du danger.
Le Prix du danger et autres nouvelles est une anthologie française parue en 1983, regroupant neuf nouvelles de science-fiction publiées par Robert Sheckley entre 1953 et 1959.
L'illustration de la page de couverture est réalisée par Michael Whelan.

## Publications
L'anthologie ne correspond pas à un recueil déjà paru aux États-Unis ; il s'agit d'un recueil inédit de nouvelles, édité pour le public francophone, et en particulier pour les lecteurs français.
Le recueil a été publié aux éditions J'ai lu, collection Science-Fiction en  mars 1983, puis republié en 1987 et en 1993, sous le numéro 1474  (ISBN 2-277-21474-4).

## Liste des nouvelles

### Le Prix du danger
- Titre original : The Prize of Peril
- Publication : mai 1958 dans The Magazine of Fantasy & Science Fiction

### Un billet pour Tranaï
- Titre original : A ticket to Tranai
- Publication : octobre 1955 dans Galaxy Science Fiction

### La Clé laxienne
- Titre original : The Laxian Key
- Publication : 1954

### L'Arme absolue
- Titre original : The Last Weapon ou The Gun Without a Bang
- Publication : 1953

### La Septième victime
- Titre original : Seventh Victim
- Publication : 1953
- Publications en français de la nouvelle, sur iSFdb
- Liste intégrale des publications de la nouvelle, sur iSFdb
- Résumé :

### Permis de maraude
- Titre original : Skulking Permit
- Publication : 1954
- Liste intégrale des publications de la nouvelle, sur iSFdb

### Projet Éternité
- Titre original : Forever
- Publication : 1959
- Liste intégrale des publications de la nouvelle, sur iSFdb
- Résumé :

### Le Balayeur de Loray
- Titre original : The Sweeper of Loray
- Publication : 1959
- Liste intégrale des publications de la nouvelle, sur iSFdb
- Résumé :

### Les Morts de Ben Baxter
- Titre original : The Deaths of Ben Baxter
- Publication : 1957
- Liste intégrale des publications de la nouvelle, sur iSFdb
- Résumé :